# Frank Adloff
Frank Adloff (* 1969 in Wuppertal) ist ein deutscher Soziologe.

## Werdegang
Frank Adloff studierte in den Jahren 1990 bis 1995 Soziologie, Philosophie und Volkswirtschaftslehre an der Philipps-Universität Marburg, der Friedrich-Schiller Universität Jena und der FU Berlin. 2002 erfolgte seine Promotion an der FU Berlin, im Jahr 2004 war er Theodor Heuss Lecturer an der New School for Social Research. 2009 erfolgte seine Habilitation an der Universität Göttingen. Von 2007 bis 2009 war er Professor für die Soziologie Nordamerikas am John F. Kennedy Institut für Nordamerikastudien der FU Berlin, von 2010 bis 2016 hatte er den Lehrstuhl für Allgemeine und Kultursoziologie an der FAU Erlangen-Nürnberg inne. Seit September 2016 ist er im Zuge einer Clusterberufung zum Thema Nachhaltigkeit als Professor für Soziologie, insbesondere Dynamiken und Regulierung von Wirtschaft und Gesellschaft, im Fachbereich Sozialökonomie der Universität Hamburg tätig.

## Forschungsschwerpunkte
Frank Adloffs Forschungsinteressen liegen in folgenden Bereichen: Soziologische Theorie, Kultursoziologie, politische Soziologie, Zivilgesellschaft, Theorie der Gabe, Philanthropie, Konvivialismus, Postwachstum und die wachstumskritische Bewegung, Nachhaltigkeit, alternative Ökonomien, Affektsoziologie.

## Schriften (Auswahl)
- Im Dienste der Armen. Katholische Kirche und amerikanische Sozialpolitik im 20. Jahrhundert. Frankfurt/New York: Campus Verlag 2003
- zusammen mit Steffen Mau (Hg.): Vom Geben und Nehmen. Zur Soziologie der Reziprozität. Frankfurt/New York: Campus Verlag 2005
- zusammen mit Ursula Birsl und Philipp Schwertmann (Hg.): Wirtschaft und Zivilgesellschaft. Theoretische und empirische Analysen. Wiesbaden: VS Verlag für Sozialwissenschaften 2005
- Zivilgesellschaft. Theorie und politische Praxis. Frankfurt/New York: Campus Verlag 2005
- Philanthropisches Handeln. Eine historische Soziologie des Stiftens in Deutschland und den USA. Frankfurt/New York: Campus 2010
- zusammen mit Sebastian Büttner, Stephan Moebius und Rainer Schützeichel (Hg.): Kultursoziologie. Ein Reader. Frankfurt/New York: Campus Verlag 2014
- zusammen mit Claus Leggewie (Hg.): Das konvivialistische Manifest. Für eine neue Kunst des Zusammenlebens. Bielefeld: transcript 2014
- zusammen mit Volker Heins (Hg.): Konvivialismus. Eine Debatte. Bielefeld: transcript 2015
- zusammen mit Alexander Antony und Gerd Sebald (Hg.): Handlungs- und Interaktionskrisen. Theoretische und empirische mikrosoziologische Perspektiven. Sonderband der Österreichischen Zeitschrift für Soziologie 2016
- zusammen mit Jürgen Kocka (Hg.): Kapitalismus und Zivilgesellschaft. Forschungsjournal Soziale Bewegungen 2016
- Gifts of Cooperation, Mauss and Pragmatism. London: Routledge 2016
- Politik der Gabe. Für ein anderes Zusammenleben. Edition Nautilus, Hamburg 2018, ISBN 9783960540915
- zusammen mit Larissa Pfaller (2017): Critique in statu nascendi? The Reluctance towards Organ Donation. In: Historical Social Research, 42 (2017) 3, S. 24–40. doi:10.12759/hsr.42.2017.3.24-40.
- Vom Anti-Utilitarismus zur Ausweitung der Gabenzone. Vorwort von Frank Adloff. In: Alain Caillé: Das Paradigma der Gabe. Eine sozialtheoretische Ausweitung. Bielefeld: transcript 2022, S. 9–20.